# Johannes Calvijnkerk
De Johannes Calvijnkerk (Duits: Johannes-Calvin-Kirche) is een protestantse kerk in Friedrichsfeld, een Stadtteil van Mannheim (Baden-Württemberg). De kerk werd tussen 1900 en 1902 naar een ontwerp van Hermann Behaghel in de neogotische stijl gebouwd.

## Geschiedenis

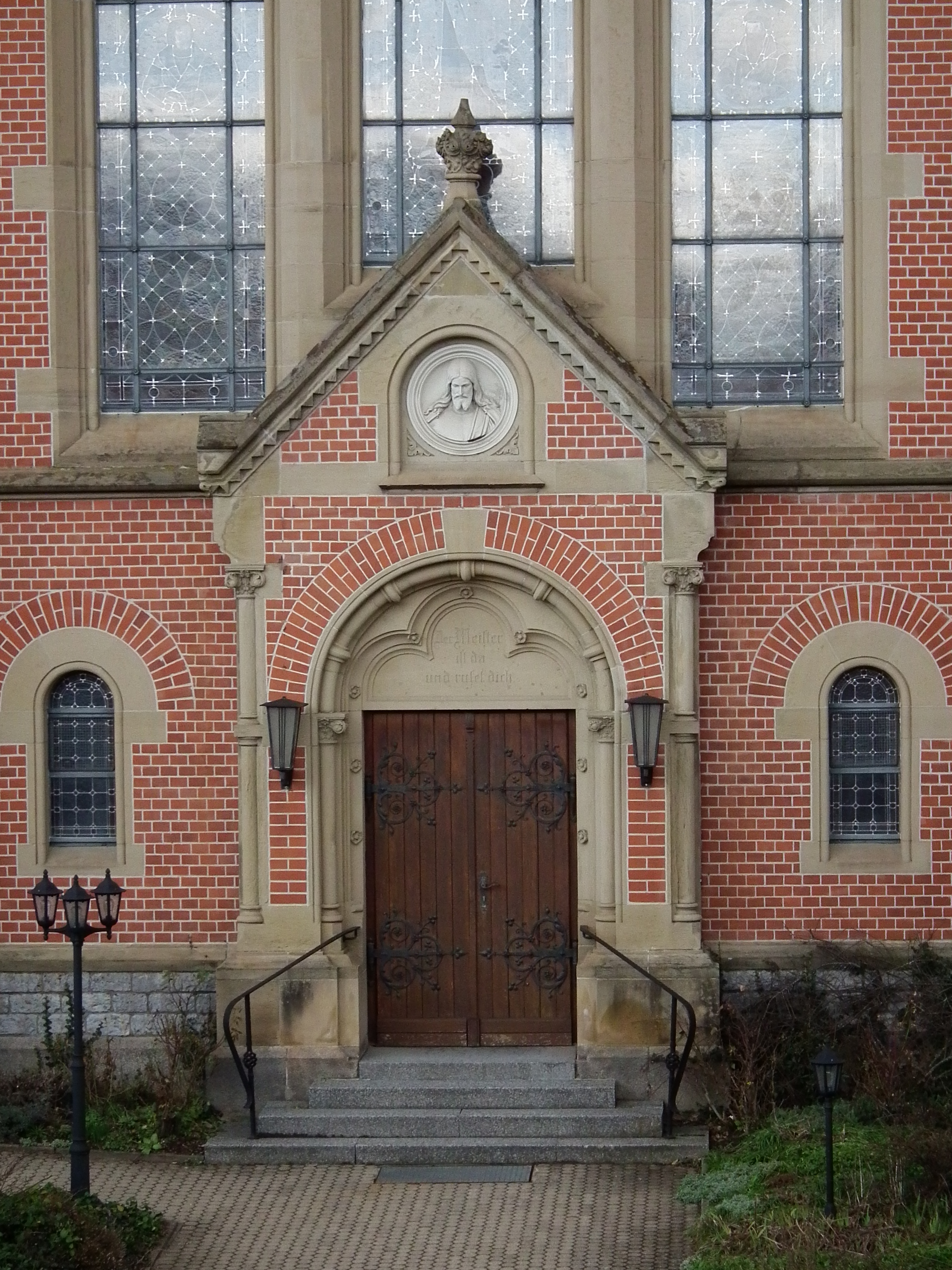
Hoofdingang

Friedrichsfeld werd in de 17e eeuw gesticht, nadat zich hier Hugenotenfamilies uit regio Sedan vestigden. Ze hingen de Frans-gereformeerde leer aan en bouwden hier in 1687 een eigen kerk. Al snel nadien werd de kerk net als heel Friedrichsfeld tijdens de Paltse Successieoorlog door Franse troepen verwoest. De inwoners vluchtten naar Brandenburg en keerden ook na het herstel van de vrede niet meer terug. Alhoewel de nieuwe bewoners nu verschillende denominaties aanhingen, werd er in 1738 weer begonnen met de bouw van een calvinistische kerk.
In 1852 werd de kerk vergroot, maar door de bevolkingsgroei werd de kerk tegen het einde van de 19e eeuw weer te klein, zodat men begon na te denken over nieuwbouw. Hiervoor werd in 1900 de eerste steen gelegd en op 16 oktober 1902 werd de kerk met een feestelijke plechtigheid ingewijd, waarbij groothertog Frederik I aanwezig was.
In de Eerste Wereldoorlog werden drie van de in totaal vier kerkklokken gevorderd. De overgebleven klok werd in 1924 met twee nieuwe aangevuld. In 1935 vond een renovatie aan het interieur plaats onder leiding van Christian Schrade, de architect van de monumentale Mannheimer Christuskerk.
In de Tweede Wereldoorlog werden er opnieuw drie klokken in beslag genomen. Verder doorstond het kerkgebouw, op een breuk in een raam na, de oorlog zonder beschadigingen en verliezen. De klokken werden na de oorlog weer vervangen en in 1950 opnieuw ingewijd. Bij de renovatie in 1977, het jaar dat de kerk het 75-jarige jubileum vierde, werd de kerk naar de grote reformator Johannes Calvijn vernoemd. Het is de enige Johannes Calvijnkerk van Duitsland.
Ter gelegenheid van het 100-jarig jubileum volgde in 2002 een renovatie van het interieur, waarbij de historische kleurstelling werd hersteld.

## Beschrijving
De Johannes Calvijnkerk staat in het zuiden van Friedrichsfeld. Het betreft een drieschepige hallenkerk zonder koorpsis in neogotische stijl. Het is gebouwd van rode baksteen en heeft decoraties van lichte zandsteen. De rondbogige portalen geven de gevel neoromaanse accenten. De hoge kerktoren, een kenmerk van de kerken van de architect, staat op de zuidelijke hoek van het gebouw.
Het interieur wordt op drie kanten omgeven door galerijen. Boven het altaar bevindt zich de orgelgalerij met een rondboog met het inschrift: Jesus Christus gestern und heute und derselbe auch in Ewigkeit (Hebreeën 13:8: Jezus Christus is gisteren en heden dezelfde en in der eeuwigheid). Het eerste orgel stamde van Voit en Söhne (Durlach). Nadat dit orgel niet meer te repareren was, werd het in 1961 door een instrument de firma E.F. Walcker vervangen. Het orgel heeft 24 registers.
De drie ramen boven de hoofdingang tonen voorstellingen Johannes Calvijn, Jezus Christus en Maarten Luther.
Het doopvont is van rode zandsteen en werd in 1959 gemaakt.
In de ruimte voor de kerk bevinden zich een bronzen plaquette en de urn van Otto Hoffmann, een fabrieksdirecteur die met een bedrag van 6.000 goudmarken aan de bouw van de kerk bijdroeg. In 1956 werden daar eveneens twee zandstenen plaquettes van de beeldhouwer Robert Stieler geplaatst, met de namen van de in de beide wereldoorlogen gedode en vermiste gemeenteleden.

## Klokken
Het gelui bestaat uit vier stalen klokken, die in 1950 door de Bochumer Verein werden gegoten.
| Naam            | Aansporing | Toon |
| --------------- | ---------- | ---- |
| Lutherklok      | Geloof     | d'   |
| Calvijnklok     | Waak       | f'   |
| Melanchthonklok | Heb lief   | g'   |
| Tersteegenklok  | Bid        | b'   |